# Irma Ortega Fajardo
Irma Ortega Fajardo, política mexicana, es miembro del Partido Verde Ecologista de México, fue senadora por el mismo instituto político en la LX Legislatura del Congreso de la Unión de México, electa bajo representación proporcional. Fue la primera senadora en pedir licencia, para permitir que Javier Orozco Gómez asumiera la titularidad de la Senaduría
Originaria de Jalisco, con estudios de Bachillerato y de Secretaria Ejecutiva, ha sido colaboradora en diversos proyectos legislativos del PVEM en la Cámara de Diputados en la LVIII Legislatura del Congreso de la Unión de México, miembro de Conver Globo y VMV Corporación Internacional.